# Jerry Allison
Jerry Ivan Allison (Hillsboro (Texas), 31 augustus 1939 – nabij Nashville (Tennessee), 22 augustus 2022) was een Amerikaans drummer en liedjesschrijver. Hij speelde samen met Buddy Holly en was ook een van de oprichters van The Crickets, waar Allison na de dood van Holly de drijvende kracht van werd. Hij is de schrijver achter meerdere liedjes en schreef bijvoorbeeld mede hun grootste hit Peggy Sue. Hij is opgenomen in de Rock and Roll Hall of Fame.

## Biografie
Allison trad al op als drummer toen hij in het bandje van de negende klas van de lagere school zat. Zijn eerste professionele optredens waren in een duo met Buddy Holly in en om Lubbock in Texas. Uit zijn eenvoudige instrument wist hij voor die tijd een grote variatie aan drumritmes voort te brengen. Hij speelde verder op een bass drum, bekkens en af en toe op een eensnarige gitaar. Hij is ook te horen in enkele eerste opnames van Holly in 1956, hoewel daar nog geen successen uit voortkwamen. Verder speelde hij dit jaar samen met Holly, Sonny Curtis en Don Guess in The Three Tunes.
In 1957 formeerden Holly (zang en gitaar), Allison (drums) en Joe Mauldin (contrabas) het trio The Crickets, geregeld uitgebreid met Niki Sullivan als tweede gitarist. Allison wordt wel gezien als een van de eerste drummers van betekenis uit het rockabilly- en rock-'n-rolltijdperk. Uit de ritmische samenwerking tussen Allison en Mauldin kwam een onderscheidend geluid voort die veel andere muzikanten inspireerde, onder wie Keith Moon van The Who die Allisons drumsound als voorbeeld nam in de jaren zestig.
Ook schreef hij liedjes, alleen of met anderen, in de tijd met Holly en ook in de decennia erna. Al is dit niet altijd te herkennen aan de verantwoording op de platen zelf. Bijvoorbeeld zou zijn aandeel aan het nummer Not fade away onterecht niet worden verantwoord. Verder is hij een van de schrijvers achter het nummer Peggy Sue. Dit nummer heette in eerste instantie Cindy Lou en werd op verzoek van Allison vernoemd naar zijn toenmalige vriendin Peggy Sue Gerron. Met haar trouwde hij een jaar later, op 22 juli 1958; in de jaren zestig scheidde het paar.
In oktober 1958 ging de band uit elkaar en op 3 februari 1959 kwam Holly om het leven tijdens een vliegtuigongeluk. Hierna nam Allison de leiding van The Crickets op zich die met enkele variaties in de samenstelling terug is in de bezetting sinds Holly, met naast Allison Joe Mauldin en Sonny Curtis.
Daarnaast speelde hij mee op platen van een groot aantal artiesten, onder wie The Everly Brothers, J.J. Cale en Johnny Rivers.
In de film The Buddy Holly Story (1978) van Steve Rash werd zijn rol gespeeld door Don Stroud. Allison is zelf te zien in verschillende muziekdocumentaires, waaronder The Crickets: My Love Is Bigger Than a Cadillac (1989) en Kings of Rock 'n' Roll (2008), en verder in een bijrol als Big Ed in de televisieserie Lawman Without a Gun uit 1979.
In 2007 werd hij als lid van The Crickets opgenomen in het Musicians Hall of Fame and Museum in Nashville. In 2012 werd hij opgenomen in de Rock and Roll Hall of Fame.
Op de in 2019 door het tijdschrift Rolling Stone gepubliceerde ranglijst van 100 beste drummers in de geschiedenis van de popmuziek kreeg Jerry Allison de 44e plaats toegekend.
Allison overleed op 22 augustus 2022 op 82-jarige leeftijd in de buurt van Nashville. Hij was het laatste nog levende lid uit de originele bezetting van The Crickets.